# Baby Shark
Baby Shark — дитяча пісня про сімейство акул. У версії Pinkfong стала одним з головних хітів 2018 року. Кліп Baby Shark зібрав близько 15 мільярдів переглядів на YouTube, що дозволило йому увійти до списку найпопулярніших роликів за всю історію сайту. Якщо врахувати показники на всіх основних платформах, загальна кількість запусків відео перевищує 17 мільярдів.

## Чарти

### Тижневі
| Чарт (2018–2020)                               | Найвища позиція |
| ---------------------------------------------- | --------------- |
| Australia Streaming Audio Visual Tracks (ARIA) | 40              |
| Canada (Canadian Hot 100)                      | 39              |
| France (SNEP)                                  | 162             |
| Global 200 (Billboard)                         | 38              |
| Ireland (IRMA)                                 | 22              |
| New Zealand Hot Singles (RMNZ)                 | 39              |
| Шотландія (Official Charts Company)            | 12              |
| Sweden Heatseeker (Sverigetopplistan)          | 9               |
| Велика Британія (Official Charts Company)      | 6               |
| US Billboard Hot 100                           | 32              |
| US Kid Digital Songs (Billboard)               | 1               |
| US LyricFind Global (Billboard)                | 1               |
| US Rolling Stone Top 100                       | 58              |

### Річні
| Чарт (2019)          | Позиція |
| -------------------- | ------- |
| Canadian Hot 100     | 85      |
| UK Singles (OCC)     | 48      |
| US Billboard Hot 100 | 75      |

| Чарт (2020)      | Позиція |
| ---------------- | ------- |
| UK Singles (OCC) | 72      |

| Чарт (2021)            | Позиція |
| ---------------------- | ------- |
| Global 200 (Billboard) | 48      |